# Maria im Gebirge

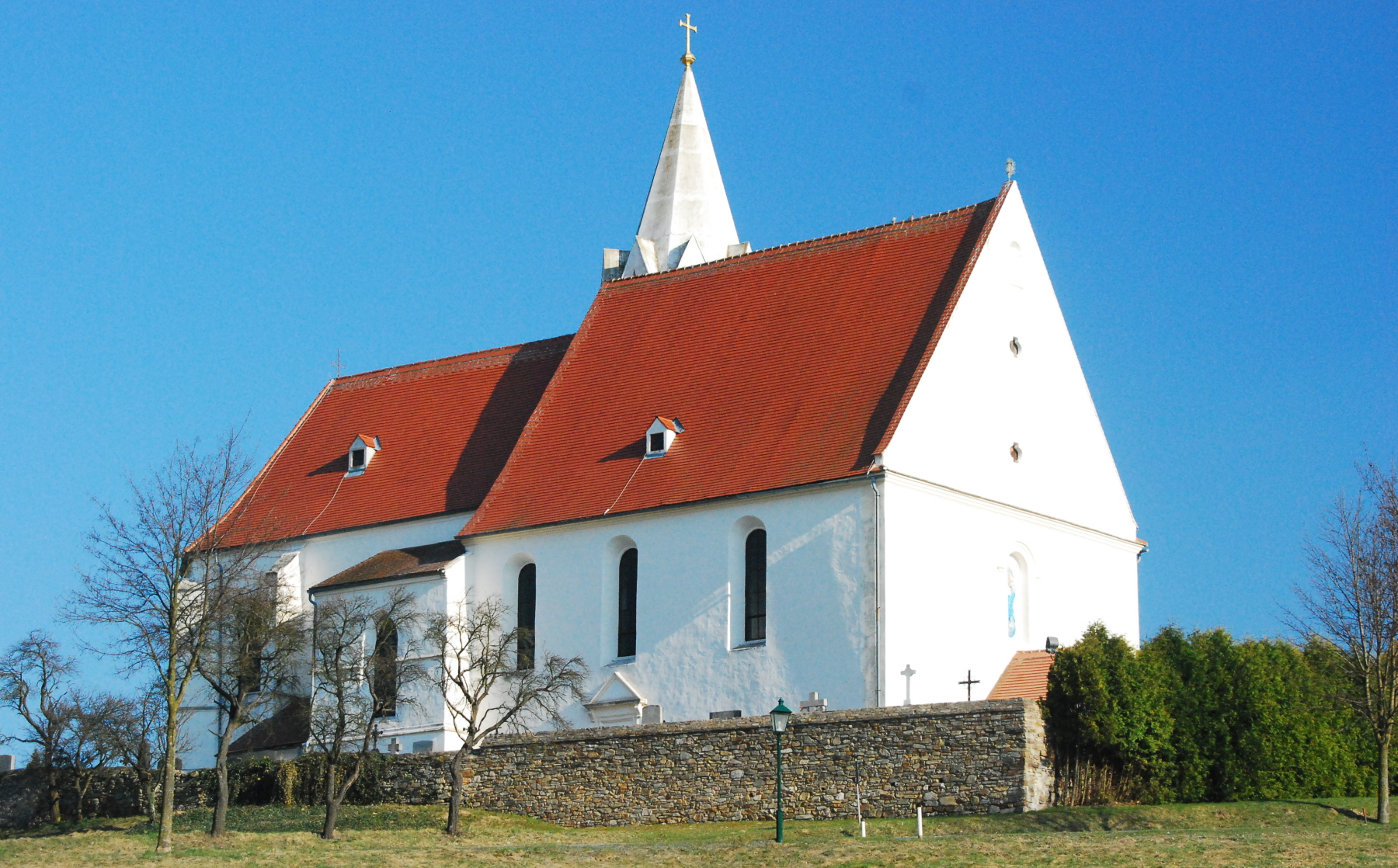
Wallfahrtskirche Maria im Gebirge

Maria im Gebirge ist die Pfarr- und Wallfahrtskirche des Ortes Sallapulka in der Marktgemeinde Weitersfeld im Bezirk Horn in Niederösterreich. Die Kirche steht auf einem Hügel südlich des Ortes Sallapulka in der Katastralgemeinde Nonnersdorf an der Straße nach Walkenstein in Sigmundsherberg. Die Kirche wird auch Birikirche oder Biribrindl (Biribründl) oder kurz Biri genannt.

## Geschichte
Erstmals urkundlich erwähnt wurde die Pfarre von Sallapulka im Jahr 1299. Berichte über zwei Steine mit den Inschriften 1481 und 1491, die unterdessen jedoch nicht mehr auffindbar sind, lassen aber auf ein wesentlich höheres Alter des Kirchenbaus schließen.
Durch das Fehlen schriftlicher Unterlagen bleibt nur die Vermutung, dass so wie die Orte der Umgebung auch die Kirche Maria im Gebirge sowohl unter den Einfällen des Böhmenkönigs Johann 1328 und der Hussiten 1427 zu leiden hatte. Während des Dreißigjährigen Krieges wurde die Kirche sowohl von schwedischen als auch kaiserlichen Truppen geplündert.
1674 wurde im Auftrag von Anton Sardena, dem Propst von Stift Herzogenburg, die Wallfahrtskirche im Renaissancestil vergrößert, der Turm renoviert und ein neuer Hochaltar aufgestellt.
Mit zunehmendem Bekanntheitsgrad der nahe gelegenen Wallfahrtskirche Basilika Maria Dreieichen bei Horn ging ab etwa 1737 die Zahl der Wallfahrer nach Sallapulka zurück. Als Folge dieses Rückganges wurde die bisher bestandene Einsiedelei geschlossen. 1783 hob Kaiser Joseph II. die 1719 gegründete Armenseelenbruderschaft auf und ließ die Wallfahrtskirche Maria im Gebirge schließen.
Im 19. Jahrhundert erlebte die Wallfahrtskirche wieder einen Aufschwung. Verstärkt fließende Spenden machten 1801 die Renovierung des Turmes und 1830, 1831 und 1835 Sanierungen des Kircheninneren möglich, während 1835 die gotische Friedhofskapelle abgebrochen wurde.
Am 24. September 1854 wurde der neue Hochaltar der Kirche geweiht. Vom bisherigen Altar blieben die Statuen der Allerheiligsten Dreifaltigkeit, der Madonna, der Heiligen Rosalia und der Heiligen Magdalena erhalten, neu hinzu kamen Statuen des Heiligen Augustinus und des Heiligen Bernhard.
1859 wurde der dem Heiligen Petrus geweihte Altar in der Seitenkapelle neu aufgestellt. Das Geläute der Kirche wurde 1868 durch das neu gießen zweier Glocken und den Ankauf zweier weiterer Glocken erneuert und erweitert. 1871 baute Franz Reusch die Orgel.
Während des Ersten Weltkriegs mussten die Glocken abgeliefert werden. 1925 konnte Ersatz angeschafft werden. 1942 mussten diese wieder abgeliefert werden.

### Bründl

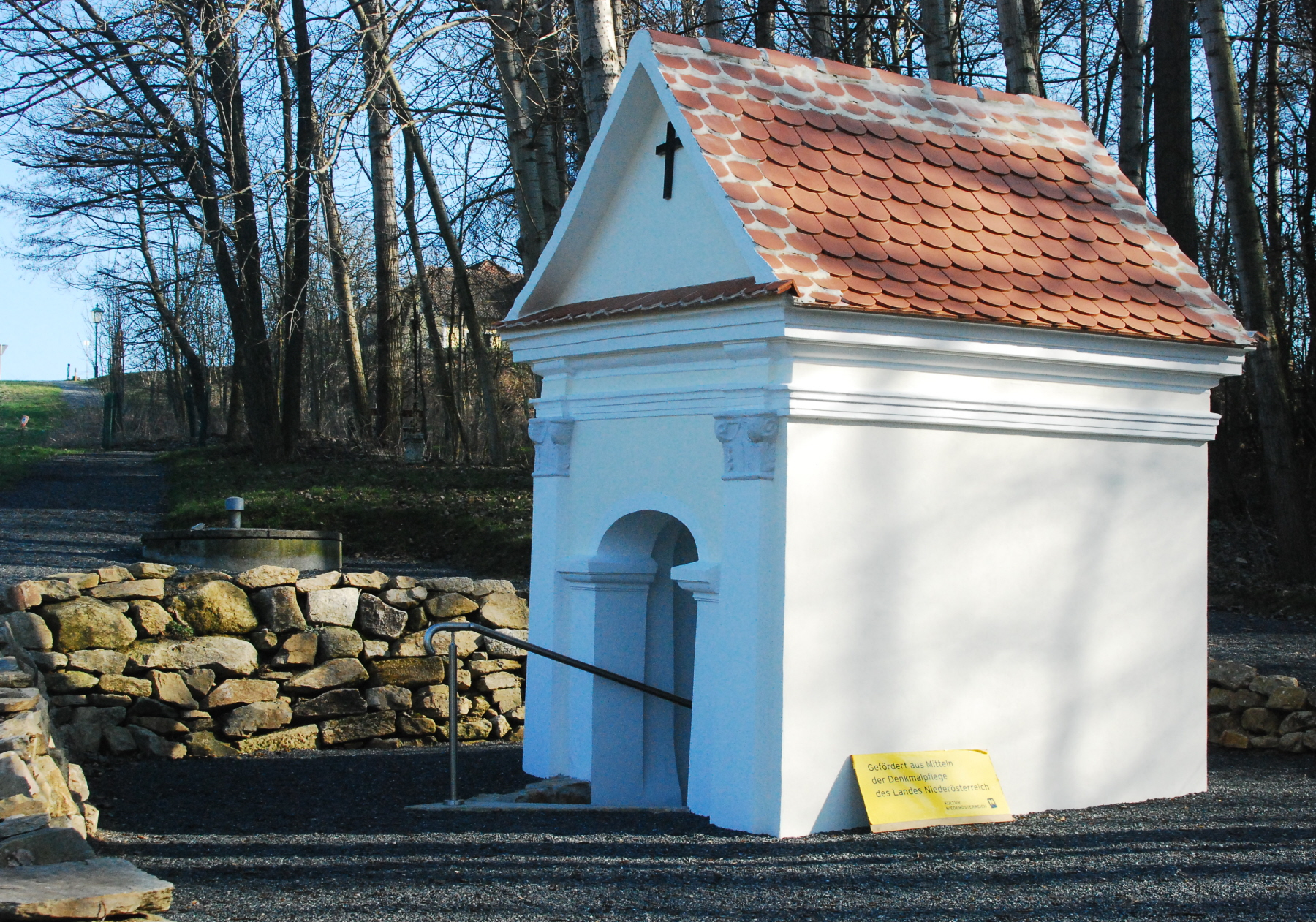
Wallfahrtskirche Maria im Gebirge – Biri-Bründl

Das Bründl, das namengebend ist für die Bezeichnung Biribrindl (Biribründl) für die Wallfahrtskirche Maria im Gebirge, liegt westlich der Kirche an einem Waldrand.
Nach Instandsetzungsarbeiten konnte das Wasser im Frühjahr 2003 wieder in die Kapelle geleitet werden. Am 30. August 2009 wurde nach Abschluss der Renovierungsarbeiten das Biribründl wieder eingeweiht.